# Giải bóng chuyền U23 quốc gia Việt Nam 2024
Dream team giải (nữ) (do cộng đồng người hâm mộ bóng chuyền bình chọn và ban tổ chức trao giải)
- Best Outside Hitters: Phan Khánh Vy và Đặng Thị Hồng
- Best Middle Blockers: Lê Như Anh và Lữ Thị Phương
- Best Opposite: Nguyễn Thị Trà My
- Best Setter: Ngô Thị Trà My
- Best Libero: Nguyễn Ngọc Mỹ Tiên